# Sieger der Monumente des Radsports
Dies ist eine Liste der Sieger der Monumente des Radsports. So werden die fünf bedeutendsten Klassiker des Radsports bezeichnet, die als die traditionsreichsten Eintagesrennen im Straßenradsport gelten.
| Jahr | Mailand– Sanremo     | Flandern- Rundfahrt  | Paris– Roubaix          | Lüttich–Bastogne– Lüttich       | Lombardei- Rundfahrt     |
| ---- | -------------------- | -------------------- | ----------------------- | ------------------------------- | ------------------------ |
| 1892 |                      |                      |                         | Léon Houa (Amateur)             |                          |
| 1893 |                      |                      |                         | Léon Houa (Amateur)             |                          |
| 1894 |                      |                      |                         | Léon Houa                       |                          |
| 1895 |                      |                      |                         |                                 |                          |
| 1896 |                      |                      | Josef Fischer           |                                 |                          |
| 1897 |                      |                      | Maurice Garin           |                                 |                          |
| 1898 |                      |                      | Maurice Garin           |                                 |                          |
| 1899 |                      |                      | Albert Champion         |                                 |                          |
| 1900 |                      |                      | Émile Bouhours          |                                 |                          |
| 1901 |                      |                      | Lucien Lesna            |                                 |                          |
| 1902 |                      |                      | Lucien Lesna            |                                 |                          |
| 1903 |                      |                      | Hippolyte Aucouturier   |                                 |                          |
| 1904 |                      |                      | Hippolyte Aucouturier   |                                 |                          |
| 1905 |                      |                      | Louis Trousselier       |                                 | Giovanni Gerbi           |
| 1906 |                      |                      | Henri Cornet            |                                 | Cesare Brambilla         |
| 1907 | Lucien Petit-Breton  |                      | Georges Passerieu       |                                 | Gustave Garrigou         |
| 1908 | Cyrille Van Hauwaert |                      | Cyrille Van Hauwaert    | André Trousselier               | François Faber           |
| 1909 | Luigi Ganna          |                      | Octave Lapize           | Victor Fastre                   | Giovanni Cuniolo         |
| 1910 | Eugène Christophe    |                      | Octave Lapize           |                                 | Giovanni Micheletto      |
| 1911 | Gustave Garrigou     |                      | Octave Lapize           | Joseph Vandaele                 | Henri Pélissier          |
| 1912 | Henri Pélissier      |                      | Charles Crupelandt      | Omer Verschoore                 | Carlo Oriani             |
| 1913 | Odiel Defraeye       | Paul Deman           | François Faber          | Maurice Moritz                  | Henri Pélissier          |
| 1914 | Ugo Agostoni         | Marcel Buysse        | Charles Crupelandt      |                                 | Lauro Bordin             |
| 1915 | Ezio Corlaita        |                      |                         |                                 | Gaetano Belloni          |
| 1916 |                      |                      |                         |                                 | Leopoldo Torricelli      |
| 1917 | Gaetano Belloni      |                      |                         |                                 | Philippe Thys            |
| 1918 | Costante Girardengo  |                      |                         |                                 | Gaetano Belloni          |
| 1919 | Angelo Gremo         | Henri Van Lerberghe  | Henri Pélissier         | Léon Devos                      | Costante Girardengo      |
| 1920 | Gaetano Belloni      | Jules Vanhevel       | Paul Deman              | Léon Scieur                     | Henri Pélissier          |
| 1921 | Costante Girardengo  | René Vermandel       | Henri Pélissier         | Louis Mottiat                   | Costante Girardengo      |
| 1922 | Giovanni Brunero     | Léon Devos           | Albert Dejonghe         | Louis Mottiat                   | Costante Girardengo      |
| 1923 | Costante Girardengo  | Heiri Suter          | Heiri Suter             | René Vermandel                  | Giovanni Brunero         |
| 1924 | Pietro Linari        | Gerard Debaets       | Jules Vanhevel          | René Vermandel                  | Giovanni Brunero         |
| 1925 | Costante Girardengo  | Julien Delbecque     | Félix Sellier           | Georges Ronsse                  | Alfredo Binda            |
| 1926 | Costante Girardengo  | Denis Verschueren    | Julien Delbecque        | Dieudonné Smets                 | Alfredo Binda            |
| 1927 | Pietro Chesi         | Gerard Debaets       | Georges Ronsse          | Maurice Raes                    | Alfredo Binda            |
| 1928 | Costante Girardengo  | Jan Mertens          | André Leducq            | Ernest Mottard                  | Gaetano Belloni          |
| 1929 | Alfredo Binda        | Jef Dervaes          | Charles Meunier         | Alfons Schepers                 | Pietro Fossati           |
| 1930 | Michele Mara         | Frans Bonduel        | Julien Vervaecke        | Hermann Buse                    | Michele Mara             |
| 1931 | Alfredo Binda        | Romain Gijssels      | Gaston Rebry            | Alfons Schepers                 | Alfredo Binda            |
| 1932 | Alfredo Bovet        | Romain Gijssels      | Romain Gijssels         | Marcel Houyoux                  | Antonio Negrini          |
| 1933 | Learco Guerra        | Alfons Schepers      | Sylvère Maes            | François Gardier                | Domenico Piemontesi      |
| 1934 | Jef Demuysere        | Gaston Rebry         | Gaston Rebry            | Théo Herckenrath                | Learco Guerra            |
| 1935 | Giuseppe Olmo        | Louis Duerloo        | Gaston Rebry            | Alfons Schepers                 | Enrico Mollo             |
| 1936 | Angelo Varetto       | Louis Hardiquest     | Georges Speicher        | Albert Beckaert                 | Gino Bartali             |
| 1937 | Cesare Del Cancia    | Michel D’Hooghe      | Jules Rossi             | Eloi Meulenberg                 | Aldo Bini                |
| 1938 | Giuseppe Olmo        | Edgard De Caluwé     | Lucien Storme           | Alfons Deloor                   | Cino Cinelli             |
| 1939 | Gino Bartali         | Karel Kaers          | Émile Masson junior     | Albert Ritserveldt              | Gino Bartali             |
| 1940 | Gino Bartali         | Achiel Buysse        |                         |                                 | Gino Bartali             |
| 1941 | Pierino Favalli      | Achiel Buysse        |                         |                                 | Mario Ricci              |
| 1942 | Adolfo Leoni         | Albéric Schotte      |                         |                                 | Aldo Bini                |
| 1943 | Cino Cinelli         | Achiel Buysse        | Marcel Kint             | Richard Depoorter               |                          |
| 1944 |                      | Rik Van Steenbergen  | Maurice Desimpelaere    |                                 |                          |
| 1945 |                      | Sylvain Grysolle     | Paul Maye               | Jan Engels                      | Mario Ricci              |
| 1946 | Fausto Coppi         | Rik Van Steenbergen  | Georges Claes           | Prosper Depredomme              | Fausto Coppi             |
| 1947 | Gino Bartali         | Emiel Faingnaert     | Georges Claes           | Richard Depoorter               | Fausto Coppi             |
| 1948 | Fausto Coppi         | Albéric Schotte      | Rik Van Steenbergen     | Maurice Mollin                  | Fausto Coppi             |
| 1949 | Fausto Coppi         | Fiorenzo Magni       | Serse Coppi André Mahé  | Camille Danguillaume            | Fausto Coppi             |
| 1950 | Gino Bartali         | Fiorenzo Magni       | Fausto Coppi            | Prosper Depredomme              | Renzo Soldani            |
| 1951 | Louison Bobet        | Fiorenzo Magni       | Antonio Bevilacqua      | Ferdy Kübler                    | Louison Bobet            |
| 1952 | Loretto Petrucci     | Roger Decock         | Rik Van Steenbergen     | Ferdy Kübler                    | Giuseppe Minardi         |
| 1953 | Loretto Petrucci     | Wim van Est          | Germain Derycke         | Alois De Hertog                 | Bruno Landi              |
| 1954 | Rik Van Steenbergen  | Raymond Impanis      | Raymond Impanis         | Marcel Ernzer                   | Fausto Coppi             |
| 1955 | Germain Derycke      | Louison Bobet        | Jean Forestier          | Stan Ockers                     | Cleto Maule              |
| 1956 | Fred De Bruyne       | Jean Forestier       | Louison Bobet           | Fred De Bruyne                  | André Darrigade          |
| 1957 | Miguel Poblet        | Fred De Bruyne       | Fred De Bruyne          | Frans Schoubben Germain Derycke | Diego Ronchini           |
| 1958 | Rik Van Looy         | Germain Derycke      | Leon Vandaele           | Fred De Bruyne                  | Nino Defilippis          |
| 1959 | Miguel Poblet        | Rik Van Looy         | Noël Foré               | Fred De Bruyne                  | Rik Van Looy             |
| 1960 | René Privat          | Arthur De Cabooter   | Pino Cerami             | Ab Geldermans                   | Emile Daems              |
| 1961 | Raymond Poulidor     | Tom Simpson          | Rik Van Looy            | Rik Van Looy                    | Vito Taccone             |
| 1962 | Emile Daems          | Rik Van Looy         | Rik Van Looy            | Jef Planckaert                  | Jo de Roo                |
| 1963 | Joseph Groussard     | Noël Foré            | Emile Daems             | Frans Melckenbeeck              | Jo de Roo                |
| 1964 | Tom Simpson          | Rudi Altig           | Peter Post              | Willy Bocklant                  | Gianni Motta             |
| 1965 | Arie den Hartog      | Jo de Roo            | Rik Van Looy            | Carmine Preziosi                | Tom Simpson              |
| 1966 | Eddy Merckx          | Edward Sels          | Felice Gimondi          | Jacques Anquetil                | Felice Gimondi           |
| 1967 | Eddy Merckx          | Dino Zandegù         | Jan Janssen             | Walter Godefroot                | Franco Bitossi           |
| 1968 | Rudi Altig           | Walter Godefroot     | Eddy Merckx             | Valère Van Sweevelt             | Herman Van Springel      |
| 1969 | Eddy Merckx          | Eddy Merckx          | Walter Godefroot        | Eddy Merckx                     | Jean-Pierre Monseré      |
| 1970 | Michele Dancelli     | Eric Leman           | Eddy Merckx             | Roger De Vlaeminck              | Franco Bitossi           |
| 1971 | Eddy Merckx          | Evert Dolman         | Roger Rosiers           | Eddy Merckx                     | Eddy Merckx              |
| 1972 | Eddy Merckx          | Eric Leman           | Roger De Vlaeminck      | Eddy Merckx                     | Eddy Merckx              |
| 1973 | Roger De Vlaeminck   | Eric Leman           | Eddy Merckx             | Eddy Merckx                     | Felice Gimondi           |
| 1974 | Felice Gimondi       | Cees Bal             | Roger De Vlaeminck      | Georges Pintens                 | Roger De Vlaeminck       |
| 1975 | Eddy Merckx          | Eddy Merckx          | Roger De Vlaeminck      | Eddy Merckx                     | Francesco Moser          |
| 1976 | Eddy Merckx          | Walter Planckaert    | Marc Demeyer            | Joseph Bruyère                  | Roger De Vlaeminck       |
| 1977 | Jan Raas             | Roger De Vlaeminck   | Roger De Vlaeminck      | Bernard Hinault                 | Gianbattista Baronchelli |
| 1978 | Roger De Vlaeminck   | Walter Godefroot     | Francesco Moser         | Joseph Bruyère                  | Francesco Moser          |
| 1979 | Roger De Vlaeminck   | Jan Raas             | Francesco Moser         | Dietrich Thurau                 | Bernard Hinault          |
| 1980 | Pierino Gavazzi      | Michel Pollentier    | Francesco Moser         | Bernard Hinault                 | Alfons De Wolf           |
| 1981 | Alfons De Wolf       | Hennie Kuiper        | Bernard Hinault         | Josef Fuchs                     | Hennie Kuiper            |
| 1982 | Marc Gomez           | René Martens         | Jan Raas                | Silvano Contini                 | Giuseppe Saronni         |
| 1983 | Giuseppe Saronni     | Jan Raas             | Hennie Kuiper           | Steven Rooks                    | Sean Kelly               |
| 1984 | Francesco Moser      | Johan Lammerts       | Sean Kelly              | Sean Kelly                      | Bernard Hinault          |
| 1985 | Hennie Kuiper        | Eric Vanderaerden    | Marc Madiot             | Moreno Argentin                 | Sean Kelly               |
| 1986 | Sean Kelly           | Adrie van der Poel   | Sean Kelly              | Moreno Argentin                 | Gianbattista Baronchelli |
| 1987 | Erich Mächler        | Claude Criquielion   | Eric Vanderaerden       | Moreno Argentin                 | Moreno Argentin          |
| 1988 | Laurent Fignon       | Eddy Planckaert      | Dirk Demol              | Adrie van der Poel              | Charly Mottet            |
| 1989 | Laurent Fignon       | Edwig Van Hooydonck  | Jean-Marie Wampers      | Sean Kelly                      | Tony Rominger            |
| 1990 | Gianni Bugno         | Moreno Argentin      | Eddy Planckaert         | Eric Van Lancker                | Gilles Delion            |
| 1991 | Claudio Chiappucci   | Edwig Van Hooydonck  | Marc Madiot             | Moreno Argentin                 | Sean Kelly               |
| 1992 | Sean Kelly           | Jacky Durand         | Gilbert Duclos-Lassalle | Dirk De Wolf                    | Tony Rominger            |
| 1993 | Maurizio Fondriest   | Johan Museeuw        | Gilbert Duclos-Lassalle | Rolf Sørensen                   | Pascal Richard           |
| 1994 | Giorgio Furlan       | Gianni Bugno         | Andreï Tchmil           | Jewgeni Bersin                  | Wladislaw Bobrik         |
| 1995 | Laurent Jalabert     | Johan Museeuw        | Franco Ballerini        | Mauro Gianetti                  | Gianni Faresin           |
| 1996 | Gabriele Colombo     | Michele Bartoli      | Johan Museeuw           | Pascal Richard                  | Andrea Tafi              |
| 1997 | Erik Zabel           | Rolf Sørensen        | Frédéric Guesdon        | Michele Bartoli                 | Laurent Jalabert         |
| 1998 | Erik Zabel           | Johan Museeuw        | Franco Ballerini        | Michele Bartoli                 | Oscar Camenzind          |
| 1999 | Andreï Tchmil        | Peter Van Petegem    | Andrea Tafi             | Frank Vandenbroucke             | Mirko Celestino          |
| 2000 | Erik Zabel           | Andreï Tchmil        | Johan Museeuw           | Paolo Bettini                   | Raimondas Rumšas         |
| 2001 | Erik Zabel           | Gianluca Bortolami   | Servais Knaven          | Oscar Camenzind                 | Danilo Di Luca           |
| 2002 | Mario Cipollini      | Andrea Tafi          | Johan Museeuw           | Paolo Bettini                   | Michele Bartoli          |
| 2003 | Paolo Bettini        | Peter Van Petegem    | Peter Van Petegem       | Tyler Hamilton                  | Michele Bartoli          |
| 2004 | Óscar Freire         | Steffen Wesemann     | Magnus Bäckstedt        | Davide Rebellin                 | Damiano Cunego           |
| 2005 | Alessandro Petacchi  | Tom Boonen           | Tom Boonen              | Alexander Winokurow             | Paolo Bettini            |
| 2006 | Filippo Pozzato      | Tom Boonen           | Fabian Cancellara       | Alejandro Valverde              | Paolo Bettini            |
| 2007 | Óscar Freire         | Alessandro Ballan    | Stuart O’Grady          | Danilo Di Luca                  | Damiano Cunego           |
| 2008 | Fabian Cancellara    | Stijn Devolder       | Tom Boonen              | Alejandro Valverde              | Damiano Cunego           |
| 2009 | Mark Cavendish       | Stijn Devolder       | Tom Boonen              | Andy Schleck                    | Philippe Gilbert         |
| 2010 | Óscar Freire         | Fabian Cancellara    | Fabian Cancellara       | Alexander Winokurow             | Philippe Gilbert         |
| 2011 | Matthew Goss         | Nick Nuyens          | Johan Vansummeren       | Philippe Gilbert                | Oliver Zaugg             |
| 2012 | Simon Gerrans        | Tom Boonen           | Tom Boonen              | Maxim Iglinski                  | Joaquim Rodríguez        |
| 2013 | Gerald Ciolek        | Fabian Cancellara    | Fabian Cancellara       | Daniel Martin                   | Joaquim Rodríguez        |
| 2014 | Alexander Kristoff   | Fabian Cancellara    | Niki Terpstra           | Simon Gerrans                   | Daniel Martin            |
| 2015 | John Degenkolb       | Alexander Kristoff   | John Degenkolb          | Alejandro Valverde              | Vincenzo Nibali          |
| 2016 | Arnaud Démare        | Peter Sagan          | Mathew Hayman           | Wout Poels                      | Esteban Chaves           |
| 2017 | Michał Kwiatkowski   | Philippe Gilbert     | Greg Van Avermaet       | Alejandro Valverde              | Vincenzo Nibali          |
| 2018 | Vincenzo Nibali      | Niki Terpstra        | Peter Sagan             | Bob Jungels                     | Thibaut Pinot            |
| 2019 | Julian Alaphilippe   | Alberto Bettiol      | Philippe Gilbert        | Jakob Fuglsang                  | Bauke Mollema            |
| 2020 | Wout van Aert        | Mathieu van der Poel |                         | Primož Roglič                   | Jakob Fuglsang           |
| 2021 | Jasper Stuyven       | Kasper Asgreen       | Sonny Colbrelli         | Tadej Pogačar                   | Tadej Pogačar            |
| 2022 | Matej Mohorič        | Mathieu van der Poel | Dylan van Baarle        | Remco Evenepoel                 | Tadej Pogačar            |
| 2023 | Mathieu van der Poel | Tadej Pogačar        | Mathieu van der Poel    | Remco Evenepoel                 | Tadej Pogačar            |
| 2024 | Jasper Philipsen     | Mathieu van der Poel | Mathieu van der Poel    | Tadej Pogačar                   | Tadej Pogačar            |
| 2025 | Mathieu van der Poel | Tadej Pogačar        | Mathieu van der Poel    | Tadej Pogačar                   |                          |

## Radfahrer mit 3 oder mehr Monument-Siegen
| Fahrer               | Siege | Mailand-Sanremo                              | Flandern-Rundfahrt   | Paris-Roubaix              | Lüttich-Bastogne-Lüttich         | Lombardei-Rundfahrt              |
| -------------------- | ----- | -------------------------------------------- | -------------------- | -------------------------- | -------------------------------- | -------------------------------- |
| Eddy Merckx          | 19    | 7 (1966, 1967, 1969, 1971, 1972, 1975, 1976) | 2 (1969, 1975)       | 3 (1968, 1970, 1973)       | 5 (1969, 1971, 1972, 1973, 1975) | 2 (1971, 1972)                   |
| Roger De Vlaeminck   | 11    | 3 (1973, 1978, 1979)                         | 1 (1977)             | 4 (1972, 1974, 1975, 1977) | 1 (1970)                         | 2 (1974, 1976)                   |
| Costante Girardengo  | 9     | 6 (1918, 1921, 1923, 1925, 1926, 1928)       |                      |                            |                                  | 3 (1919, 1921, 1922)             |
| Fausto Coppi         | 9     | 3 (1946, 1948, 1949)                         |                      | 1 (1950)                   |                                  | 5 (1946, 1947, 1948, 1949, 1954) |
| Sean Kelly           | 9     | 2 (1986, 1992)                               |                      | 2 (1984, 1986)             | 2 (1984, 1989)                   | 3 (1983, 1985, 1991)             |
| Tadej Pogačar        | 9     |                                              | 2 (2023, 2025)       |                            | 3 (2021, 2024, 2025)             | 4 (2021, 2022, 2023, 2024)       |
| Mathieu van der Poel | 8     | 2 (2023, 2025)                               | 3 (2020, 2022, 2024) | 3 (2023, 2024, 2025)       |                                  |                                  |
| Rik Van Looy         | 8     | 1 (1958)                                     | 2 (1959, 1962)       | 3 (1961, 1962, 1965)       | 1 (1961)                         | 1 (1959)                         |
| Fabian Cancellara    | 7     | 1 (2008)                                     | 3 (2010, 2013, 2014) | 3 (2006, 2010, 2013)       |                                  |                                  |
| Gino Bartali         | 7     | 4 (1939, 1940, 1947, 1950)                   |                      |                            |                                  | 3 (1936, 1939, 1940)             |
| Tom Boonen           | 7     |                                              | 3 (2005, 2006, 2012) | 4 (2005, 2008, 2009, 2012) |                                  |                                  |
| Alfredo Binda        | 6     | 2 (1929, 1931)                               |                      |                            |                                  | 4 (1925, 1926, 1927, 1931)       |
| Francesco Moser      | 6     | 1 (1984)                                     |                      | 3 (1978, 1979, 1980)       |                                  | 2 (1975, 1978)                   |
| Fred De Bruyne       | 6     | 1 (1956)                                     | 1 (1957)             | 1 (1957)                   | 3 (1956, 1958, 1959)             |                                  |
| Henri Pélissier      | 6     | 1 (1912)                                     |                      | 2 (1919, 1921)             |                                  | 3 (1911, 1913, 1920)             |
| Johan Museeuw        | 6     |                                              | 3 (1993, 1995, 1998) | 3 (1996, 2000, 2002)       |                                  |                                  |
| Moreno Argentin      | 6     |                                              | 1 (1990)             |                            | 4 (1985, 1986, 1987, 1991)       | 1 (1987)                         |
| Bernard Hinault      | 5     |                                              |                      | 1 (1981)                   | 2 (1977, 1980)                   | 2 (1979, 1984)                   |
| Gaetano Belloni      | 5     | 2 (1917, 1920)                               |                      |                            |                                  | 3 (1915, 1918, 1928)             |
| Michele Bartoli      | 5     |                                              | 1 (1996)             |                            | 2 (1997, 1998)                   | 2 (2002, 2003)                   |
| Paolo Bettini        | 5     | 1 (2003)                                     |                      |                            | 2 (2000, 2002)                   | 2 (2005, 2006)                   |
| Philippe Gilbert     | 5     |                                              | 1 (2017)             | 1 (2019)                   | 1 (2011)                         | 2 (2009, 2010)                   |
| Rik Van Steenbergen  | 5     | 1 (1954)                                     | 2 (1944, 1946)       | 2 (1948, 1952)             |                                  |                                  |
| Alejandro Valverde   | 4     |                                              |                      |                            | 4 (2006, 2008, 2015, 2017)       |                                  |
| Alfons Schepers      | 4     |                                              | 1 (1933)             |                            | 3 (1929, 1931, 1935)             |                                  |
| Erik Zabel           | 4     | 4 (1997, 1998, 2000, 2001)                   |                      |                            |                                  |                                  |
| Felice Gimondi       | 4     | 1 (1974)                                     |                      | 1 (1966)                   |                                  | 2 (1966, 1973)                   |
| Gaston Rebry         | 4     |                                              | 1 (1934)             | 3 (1931, 1934, 1935)       |                                  |                                  |
| Hennie Kuiper        | 4     | 1 (1985)                                     | 1 (1981)             | 1 (1983)                   |                                  | 1 (1981)                         |
| Jan Raas             | 4     | 1 (1977)                                     | 2 (1979, 1983)       | 1 (1982)                   |                                  |                                  |
| Louison Bobet        | 4     | 1 (1951)                                     | 1 (1955)             | 1 (1956)                   |                                  | 1 (1951)                         |
| Walter Godefroot     | 4     |                                              | 2 (1968, 1978)       | 1 (1969)                   | 1 (1967)                         |                                  |
| Achiel Buysse        | 3     |                                              | 3 (1940, 1941, 1943) |                            |                                  |                                  |
| Andrea Tafi          | 3     |                                              | 1 (2002)             | 1 (1999)                   |                                  | 1 (1996)                         |
| Andreï Tchmil        | 3     | 1 (1999)                                     | 1 (2000)             | 1 (1994)                   |                                  |                                  |
| Damiano Cunego       | 3     |                                              |                      |                            |                                  | 3 (2004, 2007, 2008)             |
| Emile Daems          | 3     | 1 (1962)                                     |                      | 1 (1963)                   |                                  | 1 (1960)                         |
| Eric Leman           | 3     |                                              | 3 (1970, 1972, 1973) |                            |                                  |                                  |
| Fiorenzo Magni       | 3     |                                              | 3 (1949, 1950, 1951) |                            |                                  |                                  |
| Germain Derycke      | 3     | 1 (1955)                                     | 1 (1958)             | 1 (1953)                   |                                  |                                  |
| Giovanni Brunero     | 3     | 1 (1922)                                     |                      |                            |                                  | 2 (1923, 1924)                   |
| Jo de Roo            | 3     |                                              | 1 (1965)             |                            |                                  | 2 (1962, 1963)                   |
| Léon Houa            | 3     |                                              |                      |                            | 3 (1892, 1893, 1894)             |                                  |
| Octave Lapize        | 3     |                                              |                      | 3 (1909, 1910, 1911)       |                                  |                                  |
| Peter Van Petegem    | 3     |                                              | 2 (1999, 2003)       | 1 (2003)                   |                                  |                                  |
| René Vermandel       | 3     |                                              | 1 (1921)             |                            | 2 (1923, 1924)                   |                                  |
| Romain Gijssels      | 3     |                                              | 2 (1931, 1932)       | 1 (1932)                   |                                  |                                  |
| Tom Simpson          | 3     | 1 (1964)                                     | 1 (1961)             |                            |                                  | 1 (1965)                         |
| Vincenzo Nibali      | 3     | 1 (2018)                                     |                      |                            |                                  | 2 (2015, 2017)                   |
| Óscar Freire Gomez   | 3     | 3 (2004, 2007, 2010)                         |                      |                            |                                  |                                  |